# Lekkoatletyka na Letnich Igrzyskach Olimpijskich 1992 – bieg na 1500 m mężczyzn
Bieg na 1500 metrów mężczyzn podczas XXV Letnich Igrzysk Olimpijskich w Barcelonie rozegrano 3 (eliminacje), 6 (półfinały) i 8 sierpnia 1992 (finał) na Estadi Olímpic de Montjuïc. Zwycięzcą został reprezentant Hiszpanii Fermín Cacho.

## Rekordy

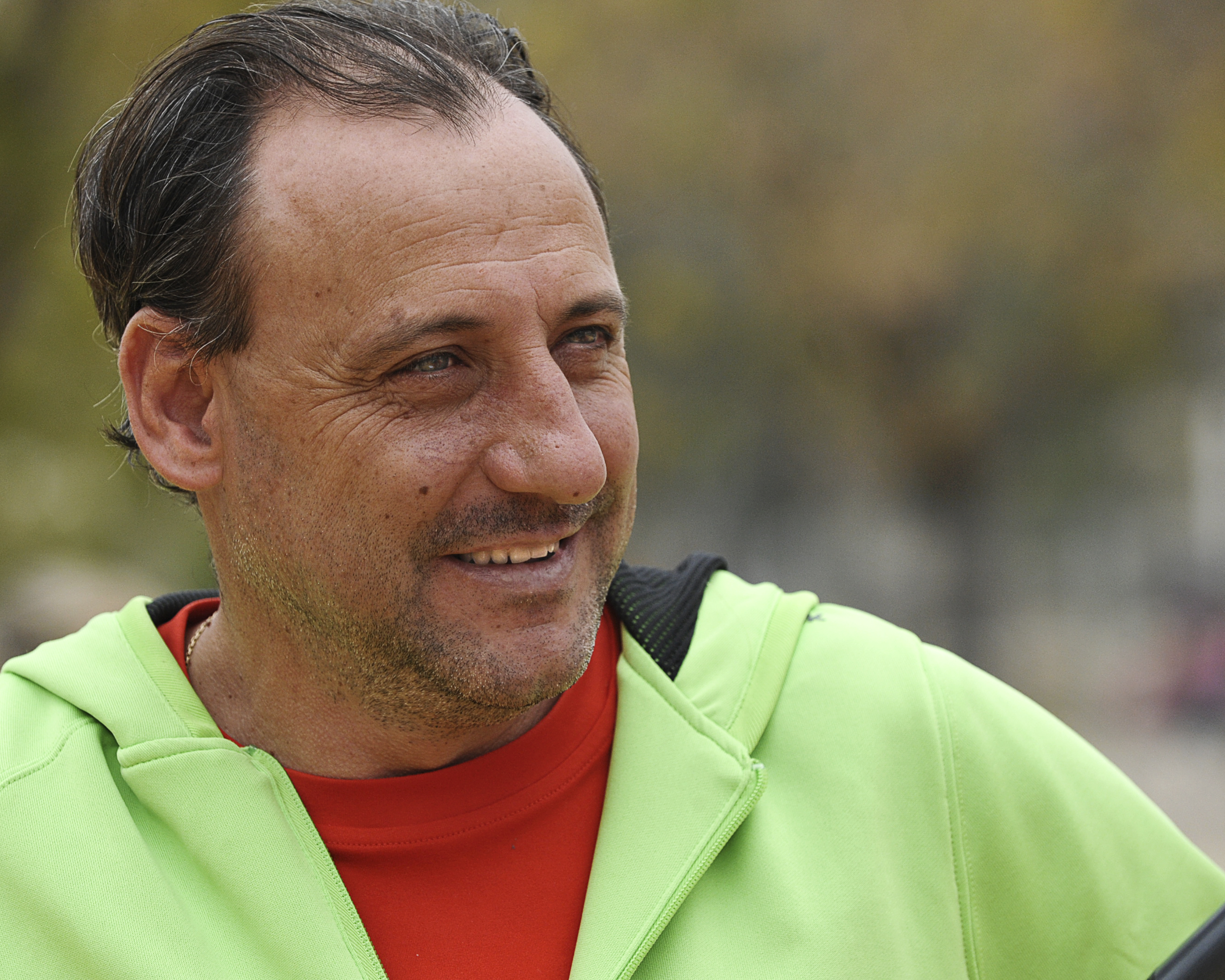
Fermín Cacho

|                   | Zawodnik      | Narodowość      | Czas    | Data                  | Miejsce     |
| ----------------- | ------------- | --------------- | ------- | --------------------- | ----------- |
| Rekord świata     | Saïd Aouita   | Maroko          | 3:29,46 | 23 sierpnia 1985(dts) | Berlin      |
| Rekord olimpijski | Sebastian Coe | Wielka Brytania | 3:32,53 | 11 sierpnia 1984(dts) | Los Angeles |

## Wyniki
| Poz. - pozycja |
| – rekord świata \| – rekord krajowy \| – rekord życiowy \| = – wyrównany rekord życiowy \| · – najlepszy wynik w sezonie \| = – wyrównany najlepszy wynik w sezonie \| – rekord olimpijski |
| Fn – falstart \| DNF – nie ukończył \| DNS – nie wystartował \| DSQ – zdyskwalifikowany |

### Eliminacje
Rozegrano cztery biegi eliminacyjne. Do półfinałów awansowało po pięciu najlepszych zawodników z każdego biegu (Q) oraz czterech z najlepszymi czasami spośród pozostałych (q).

#### Bieg 1
| Poz. | Zawodnik          | Narodowość                   | Rezultat | Uwagi |
| ---- | ----------------- | ---------------------------- | -------- | ----- |
| 1    | Fermín Cacho      | Hiszpania                    | 3:37,04  | Q     |
| 2    | Phillimon Hanneck | Zimbabwe                     | 3:37,65  | Q     |
| 3    | Jim Spivey        | Stany Zjednoczone            | 3:38,01  | Q     |
| 4    | Raszid al-Basir   | Maroko                       | 3:38,01  | Q     |
| 5    | Jonah Birir       | Kenia                        | 3:38,29  | Q     |
| 6    | Azat Rakipau      | WNP                          | 3:38,64  | q     |
| 7    | Edgar de Oliveira | Brazylia                     | 3:38,68  | q     |
| 8    | Kim Bong-yu       | Korea Południowa             | 3:40,73  |       |
| 9    | Steve Crabb       | Wielka Brytania              | 3:41,00  |       |
| 10   | Mohamed Al-Nahdi  | Zjednoczone Emiraty Arabskie | 3:48,08  |       |
| 11   | Zacharia Maidjida | Republika Środkowoafrykańska | 3:55,72  |       |
| 12   | Khambieng Khamiar | Laos                         | 4:04,82  |       |
| 13   | Ancel Nalau       | Vanuatu                      | 4:13,88  |       |

#### Bieg 2
| Poz. | Zawodnik             | Narodowość        | Rezultat | Uwagi |
| ---- | -------------------- | ----------------- | -------- | ----- |
| 1    | Noureddine Morceli   | Algieria          | 3:37,98  | Q     |
| 2    | Steve Holman         | Stany Zjednoczone | 3:38,48  | Q     |
| 3    | Mário da Silva       | Portugalia        | 3:38,57  | Q     |
| 4    | Zeki Öztürk          | Turcja            | 3:38,68  | Q     |
| 5    | Matthew Yates        | Wielka Brytania   | 3:38,73  | Q     |
| 6    | Hauke Fuhlbrügge     | Niemcy            | 3:38,92  | q     |
| 7    | João N’Tyamba        | Angola            | 3:39,54  |       |
| 8    | Metiku Megersa       | Etiopia           | 3:41,54  |       |
| 9    | Nadir Khan           | Pakistan          | 3:44,96  |       |
| 10   | Markus Hacksteiner   | Szwajcaria        | 3:45,27  |       |
| 11   | Awad Salah Nasser    | Jemen             | 3:51,89  |       |
| 12   | Idrissou Tamimou     | Benin             | 3:56,45  |       |
| 13   | Alphonse Munyeshyaka | Rwanda            | 3:58,75  |       |

#### Bieg 3
| Poz. | Zawodnik             | Narodowość        | Rezultat | Uwagi |
| ---- | -------------------- | ----------------- | -------- | ----- |
| 1    | Joseph Chesire       | Kenia             | 3:44,06  | Q     |
| 2    | Graham Hood          | Kanada            | 3:44,44  | Q     |
| 3    | Branko Zorko         | Chorwacja         | 3:44,47  | Q     |
| 4    | Gennaro Di Napoli    | Włochy            | 3:44,55  | Q     |
| 5    | Rüdiger Stenzel      | Niemcy            | 3:44,70  | Q     |
| 6    | Terrance Herrington  | Stany Zjednoczone | 3:44,80  |       |
| 7    | José Luis González   | Hiszpania         | 3:46,75  |       |
| 8    | Kebapetse Gaseitsiwe | Botswana          | 3:48,33  |       |
| 9    | Malal Sy Savané      | Gwinea            | 3:51,96  |       |
| 10   | Reuben Appleton      | Antigua i Barbuda | 4:02,99  |       |
| 11   | Bassam Kawas         | Liban             | 4:17,40  |       |
| –    | Ian Gray             | Belize            | DNF      |       |
| –    | Saïd Aouita          | Maroko            | DNS      |       |

#### Bieg 4
| Poz. | Zawodnik          | Narodowość       | Rezultat | Uwagi |
| ---- | ----------------- | ---------------- | -------- | ----- |
| 1    | David Kibet       | Kenia            | 3:36,32  | Q     |
| 2    | Muhammad Sulajman | Katar            | 3:36,72  | Q     |
| 3    | Jens-Peter Herold | Niemcy           | 3:36,76  | Q     |
| 4    | Marcus O’Sullivan | Irlandia         | 3:37,09  | Q     |
| 5    | Kevin McKay       | Wielka Brytania  | 3:37,39  | Q     |
| 6    | Manuel Pancorbo   | Hiszpania        | 3:37,62  | q     |
| 7    | Houssein Djama    | Dżibuti          | 3:44,13  |       |
| 8    | Sipho Dlamini     | Suazi            | 3:46,33  |       |
| 9    | Hailu Zewde       | Etiopia          | 3:47,79  |       |
| 10   | Kaleka Mutoke     | Zair             | 3:53,71  |       |
| 11   | Bernardo Elonga   | Gwinea Równikowa | 4:25,78  |       |
| –    | Robin van Helden  | Holandia         | DNF      |       |

### Półfinały
Rozegrano dwa biegi półfinałowe. Do finału awansowało po pięciu najlepszych zawodników z każdego biegu oraz dwóch z najlepszymi czasami spośród pozostałych.

#### Bieg 1
| Poz. | Zawodnik            | Narodowość        | Rezultat | Uwagi |
| ---- | ------------------- | ----------------- | -------- | ----- |
| 1    | Noureddine Morceli  | Algieria          | 3:39,22  | Q     |
| 2    | Raszid al-Basir     | Maroko            | 3:39,26  | Q     |
| 3    | Joseph Chesire      | Kenia             | 3:39,43  | Q     |
| 4    | Manuel Pancorbo     | Hiszpania         | 3:39,52  | Q     |
| 5    | Jens-Peter Herold   | Niemcy            | 3:39,55  | Q     |
| 6    | Gennaro Di Napoli   | Włochy            | 3:39,56  |       |
| 7    | Branko Zorko        | Chorwacja         | 3:39,71  |       |
| 8    | Rüdiger Stenzel     | Niemcy            | 3:40,23  |       |
| 9    | Steve Holman        | Stany Zjednoczone | 3:40,49  |       |
| 10   | Kevin McKay         | Wielka Brytania   | 3:40,80  |       |
| 11   | Zeki Öztürk         | Turcja            | 3:41,98  |       |
| 12   | Edgar de Oliveira   | Brazylia          | 3:42,53  |       |
| 13   | Momodou Bello N’Jie | Gambia            | 4:13,52  |       |

#### Bieg 2
| Poz. | Zawodnik          | Narodowość        | Rezultat | Uwagi |
| ---- | ----------------- | ----------------- | -------- | ----- |
| 1    | Muhammad Sulajman | Katar             | 3:34,77  | Q     |
| 2    | Fermín Cacho      | Hiszpania         | 3:34,93  | Q     |
| 3    | Jonah Birir       | Kenia             | 3:35,41  | Q     |
| 4    | Jim Spivey        | Stany Zjednoczone | 3:35,55  | Q     |
| 5    | David Kibet       | Kenia             | 3:35,82  | Q     |
| 6    | Graham Hood       | Kanada            | 3:36,12  | q     |
| 7    | Azat Rakipau      | WNP               | 3:36,16  | q,    |
| 8    | Marcus O’Sullivan | Irlandia          | 3:37,16  |       |
| 9    | Mário da Silva    | Portugalia        | 3:38,09  |       |
| 10   | Phillimon Hanneck | Zimbabwe          | 3:38,09  |       |
| 11   | Hauke Fuhlbrügge  | Niemcy            | 3:38,45  |       |
| 12   | Matthew Yates     | Wielka Brytania   | 3:40,53  |       |

### Finał
| Poz. | Zawodnik           | Narodowość        | Rezultat |
| ---- | ------------------ | ----------------- | -------- |
| 1    | Fermín Cacho       | Hiszpania         | 3:40,12  |
| 2    | Raszid al-Basir    | Maroko            | 3:40,62  |
| 3    | Muhammad Sulajman  | Katar             | 3:40,69  |
| 4    | Joseph Chesire     | Kenia             | 3:41,12  |
| 5    | Jonah Birir        | Kenia             | 3:41,27  |
| 6    | Jens-Peter Herold  | Niemcy            | 3:41,53  |
| 7    | Noureddine Morceli | Algieria          | 3:41,70  |
| 8    | Jim Spivey         | Stany Zjednoczone | 3:41,74  |
| 9    | Graham Hood        | Kanada            | 3:42,55  |
| 10   | David Kibet        | Kenia             | 3:42,62  |
| 11   | Manuel Pancorbo    | Hiszpania         | 3:43,51  |
| 12   | Azat Rakipau       | WNP               | 3:44,66  |